# اینجا باید همان‌جا باشد
این‌جا باید همان‌جا باشد (به انگلیسی: This Must Be the Place) یک فیلمِ درامِ اروپایی، محصول سال ۲۰۱۱، به‌کارگردانی پائولو سورنتینو است.

## داستان فیلم
قصه‌ی اصلیِ «باید همان‌جا باشد» درباره‌ی یک خواننده و ستاره‌ی روبه‌افولِ دنیای موسیقی راک به نام کاین (با بازی شان پن) است. نزدیک‌ترین دوست او دختری نوجوان به نام گات (با بازیِ ایو هیوسان؛ دختر بونو، خواننده‌ی گروه «یوتو») است. کاین که دوران بازنشستگی‌اش از موسیقی را در کنار همسرِ آتش‌نشانِ خود می‌گذرانَد، ناگهان خبردار می‌شود پدرش، که او را سال‌هاست ندیده، در بسترِ مرگ است. وقتی به خانه‌ی پدری برمی‌گردد، با خواندنِ خاطراتِ پدرش متوجه می‌شود او خیلی دوست داشته از نگهبانی در آشوویتس، که در سال‌های جنگ جهانی دوم او را تحقیر و آزار و اذیت کرده، انتقام بگیرد. کاین پس از مرگ پدر با کمک یک شکارچیِ نازی‌ها (جاد هیرش) راهی سفری می‌شود تا مردِ آلمانی پیر را که در یوتا پنهان شده، پیدا کند...

## یادداشتی بر فیلم
بعد از موفقیتِ «ستاره»ی سورنتینو در جشنواره‌ی کنِ دوهزاروهشت، شان پن به او پیشنهاد داد تا با همدیگر هم‌کاری کنند. بعدتر سورنتینو فیلم‌نامه‌ی نهایی را برای پن فرستاد و او هم پذیرفت تا نقشِ اصلی را ایفا کند. برای طراحیِ ظاهرِ کاراکترِ کاین، از خواننده‌ی قدیمیِ گروه «کیور»، رابرت اسمیث، بهره گرفته شد. هم‌چنین نامِ فیلم برآمده از یکی از آهنگ‌های گروهِ «تاکینگ‌هد» به همین نام است ــ درباره‌ی این‌که شاعر می‌خواهد به خانه‌اش بازگردد؛ که همین مضمون به‌گونه‌ای در طراحیِ مسیرِ فیلم‌نامه پیش‌بینی شده‌است.
«این باید همان‌جا باشد» پنجمین فیلمِ بلندِ پائولو سورنتینو، فیلم‌سازِ معاصرِ ایتالیایی‌ست که سالِ دوهزاروسیزده، با «زیباییِ بزرگ» اسکارِ به‌ترین فیلمِ غیرانگلیسی‌زبان را به‌دست آورد.